# Sainte-Jalle
Sainte-Jalle (okzitanisch Santa Jala) ist ein Ort und eine französische Gemeinde mit 326 Einwohnern (Stand 1. Januar 2022) im Département Drôme in der Region Auvergne-Rhône-Alpes. Der Ort ist nach der hl. Galla von Valence benannt.

## Lage
Der Ort Sainte-Jalle liegt im weiträumigen und fruchtbaren Tal der Ennuye im Süden des Départements Drôme in einer Höhe von ca. 400 m ü. d. M.; die nächstgrößere Stadt, Nyons, befindet sich ca. 18 km (Fahrtstrecke) westlich. Sainte-Jalle gehört zwar offiziell nicht zu den Gemeinden im „Parc naturel régional des Baronnies Provençales“, wird aber von diesem umschlossen.

## Geschichte
Bei der Kirche wurden mehrere gallorömische Altäre gefunden, die dem Kult der Baginaten (Muttergottheiten) dienten. Im 7. Jahrhundert ließen sich Mönche der Abtei Bodon aus Saint-May nieder, die ein Kloster mit Namen Sainte-Galle gründeten, welches im 11. oder 12. Jahrhundert in ein Cluniazenser-Priorat umgewandelt und noch später dem Bistum Sisteron angegliedert wurde. Im Verlauf der Hugenottenkriege (1562–1598) nahm der damals noch dem Protestantismus anhängende Herzog von Lesdiguières den Ort ein (1586).

### Bevölkerungsentwicklung
| Jahr                       | 1800 | 1851 | 1901 | 1954 | 1999 | 2017 |
| -------------------------- | ---- | ---- | ---- | ---- | ---- | ---- |
| Einwohner                  | 531  | 720  | 520  | 333  | 269  | 308  |
| Quellen: Cassini und INSEE |      |      |      |      |      |      |

Der Bevölkerungsrückgang im 20. Jahrhundert ist im Wesentlichen den Verlust an Arbeitsplätzen infolge der Reblauskrise im Weinbau und der Mechanisierung der Landwirtschaft zurückzuführen.

## Sehenswürdigkeiten

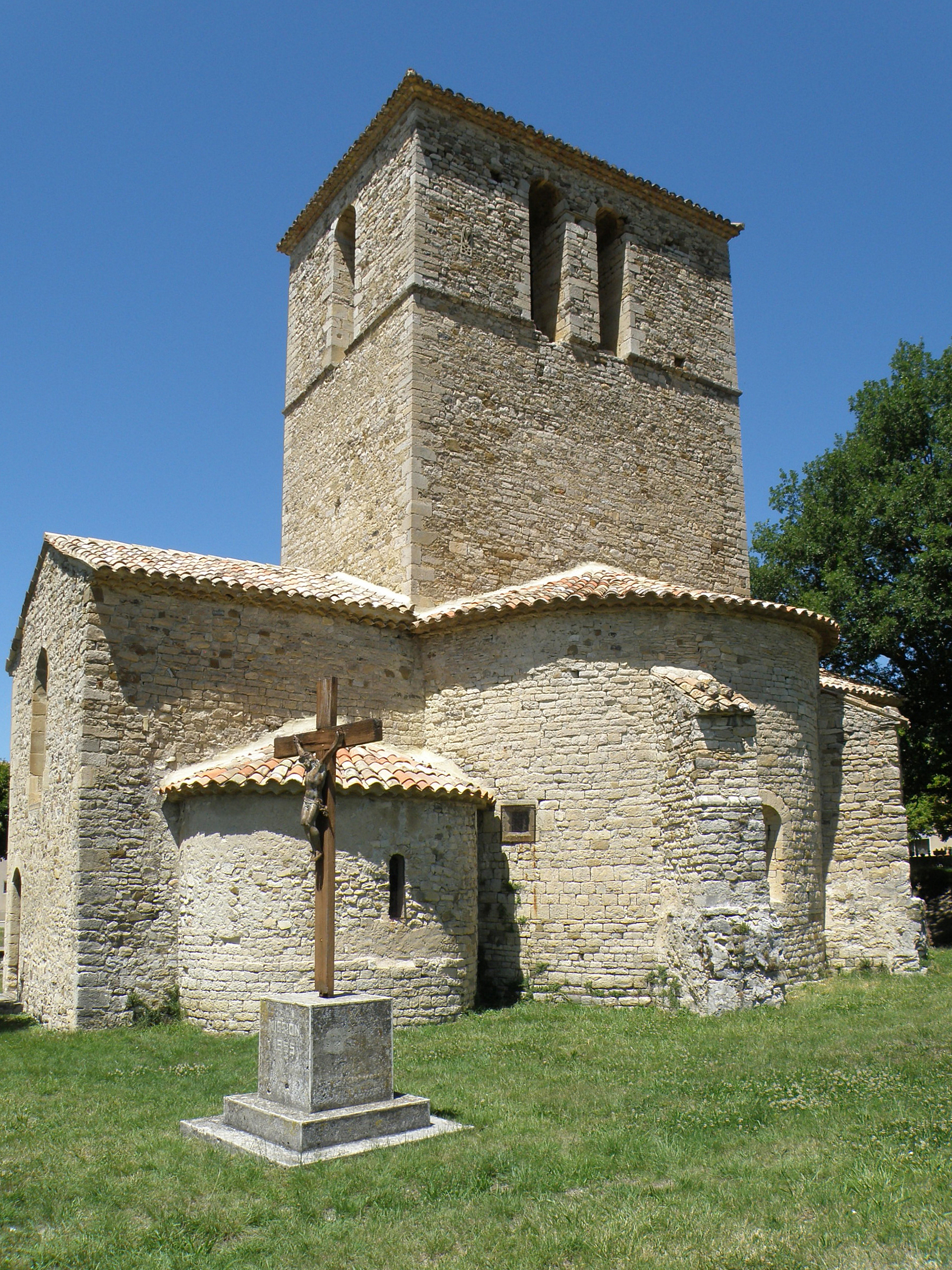
Notre-Dame de Beauvert – Apsiden, Querhaus und Vierungsturm

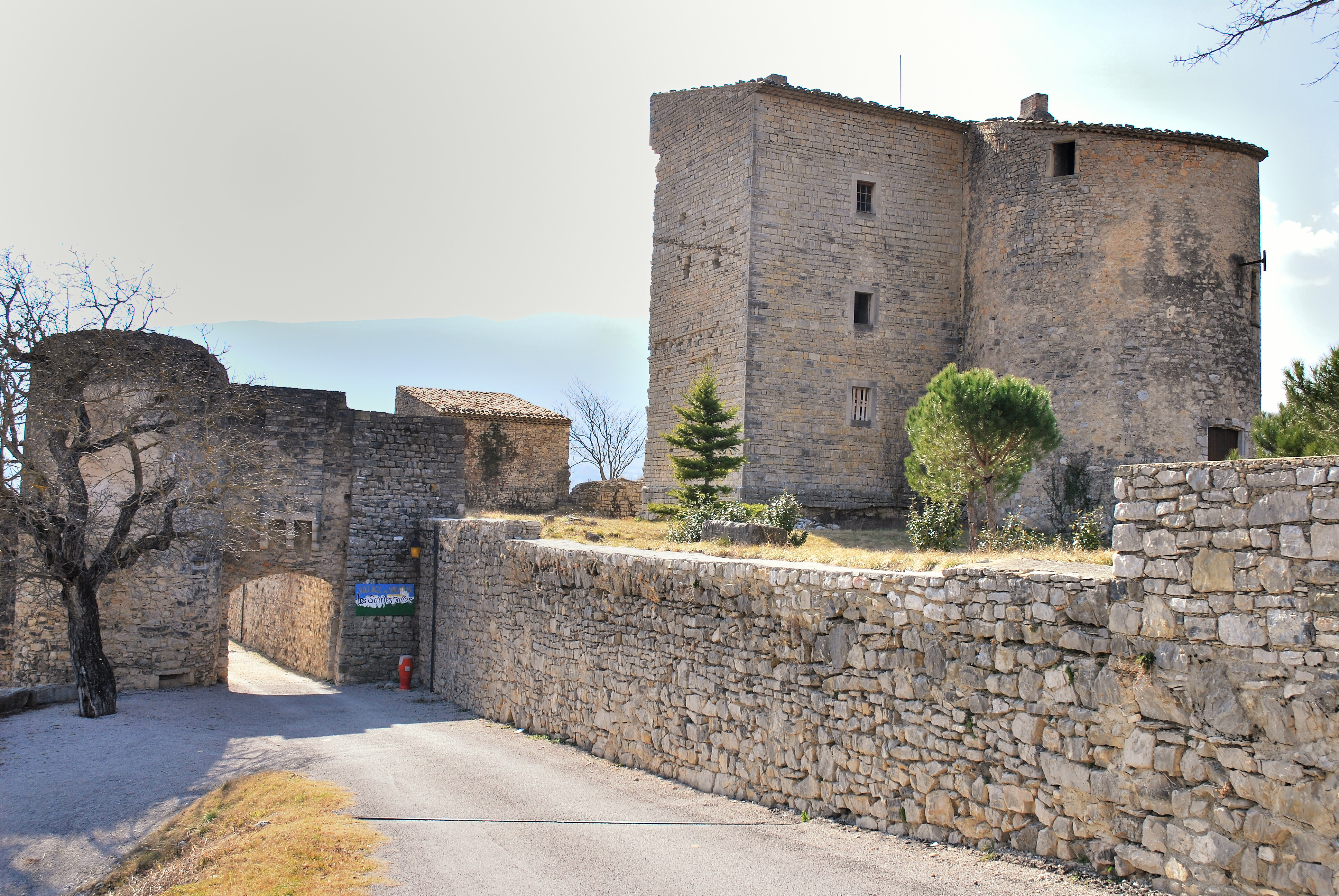
Château de Sainte-Jalle

- Die bedeutendste romanische Kirche der Baronnies ist die dreiapsidiale und mit einem auf rechteckigem Grundriss erbauten Vierungsturm versehene Église Notre-Dame-de-Beauvert. Sie wurde in der ersten Hälfte des 12. Jahrhunderts an der Stelle eine Vorgängerbaus, der seinerseits einen römischen Tempel ersetzte, als Prioratskirche erbaut. Die beim Bau verwendeten Steine wurden nur geringfügig behauen, aber immerhin ist das Bemühen um einheitliche Steinlagen erkennbar. Das nach einem Triumphbogenschema gestaltete Westportal zeigt – eine Ausnahme in der Region – ein figürlich gestaltetes Tympanon mit den Darstellungen eines Hahnes, der aus einem Kelch trinkt, eines Pilgers mit Stab und Tasche, eines Mannes mit einem Vogel auf der Schulter und eines Fidelspielers. Der steinerne Türsturz und die Archivoltenbögen zeigen vegetabilische Ornamente. Der Vierungsbereich ist gegenüber den anderen Raumsegmenten leicht erhöht; die Mittelapsis zeigt eine Blendarkadengliederung sowie drei Reihen aus dunkleren Steinen in der Apsiskalotte. Der Kirchenbau ist seit dem Jahr 1931 als Monument historique anerkannt.[1]

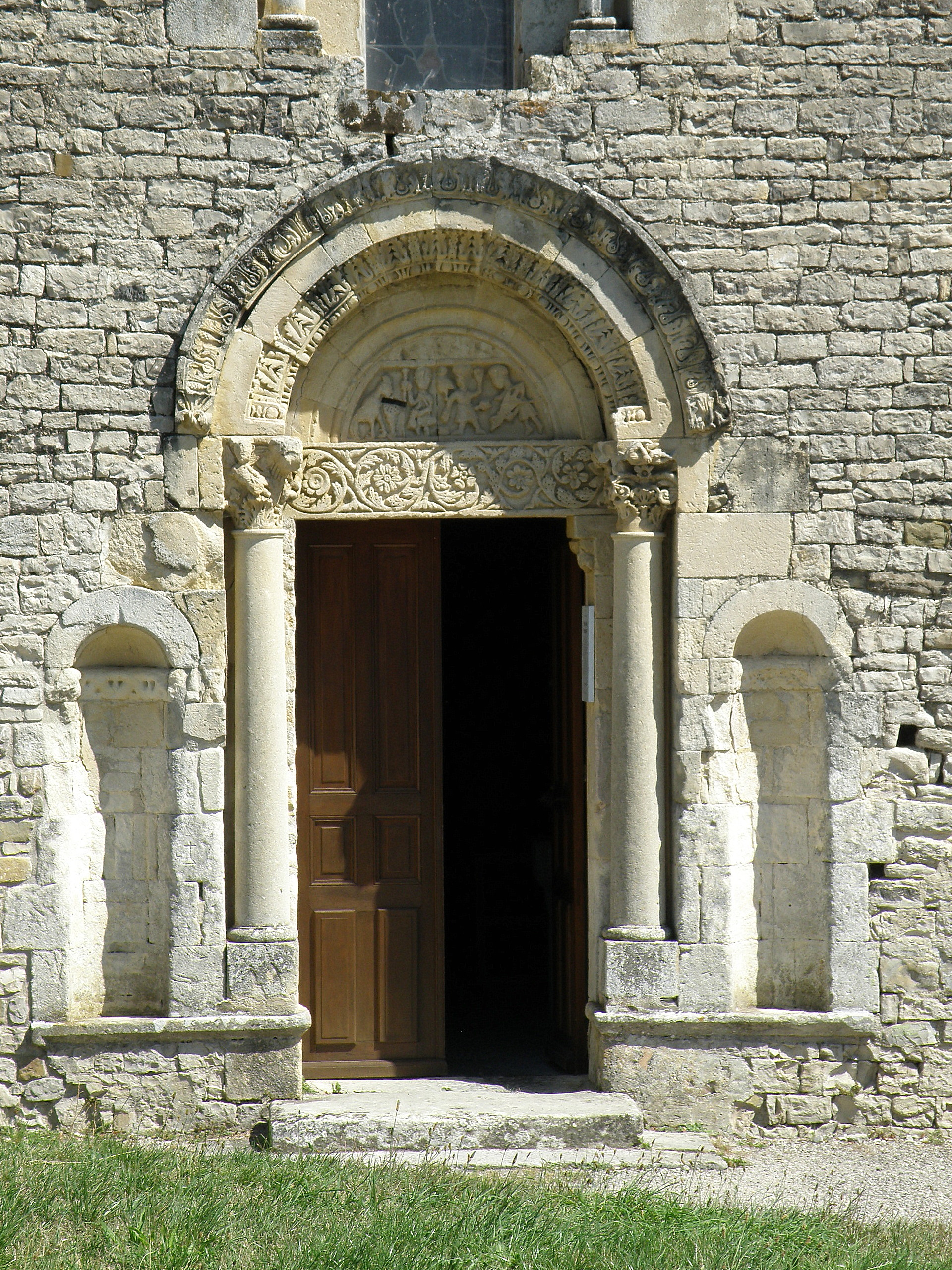
Portalzone
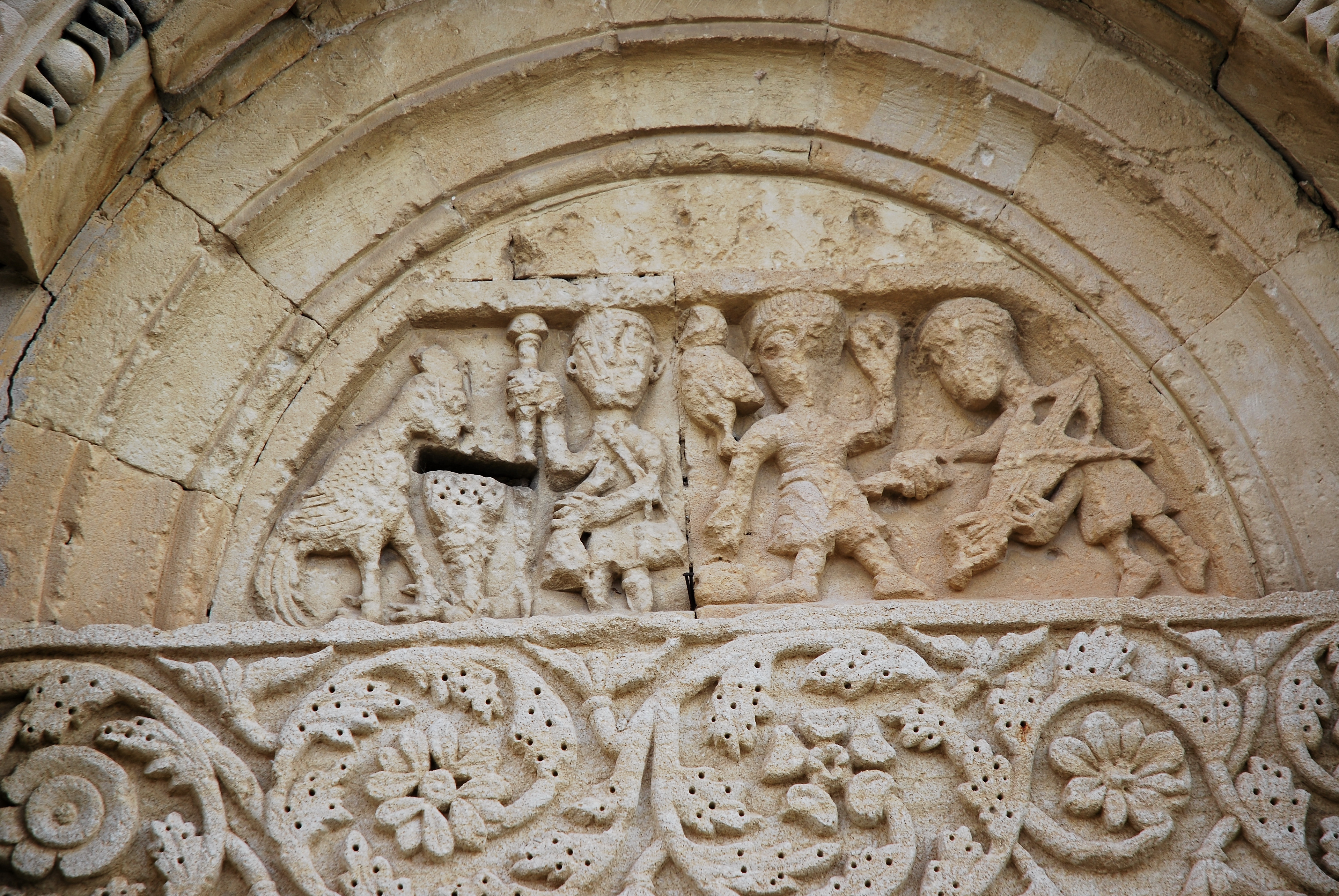
Tympanon
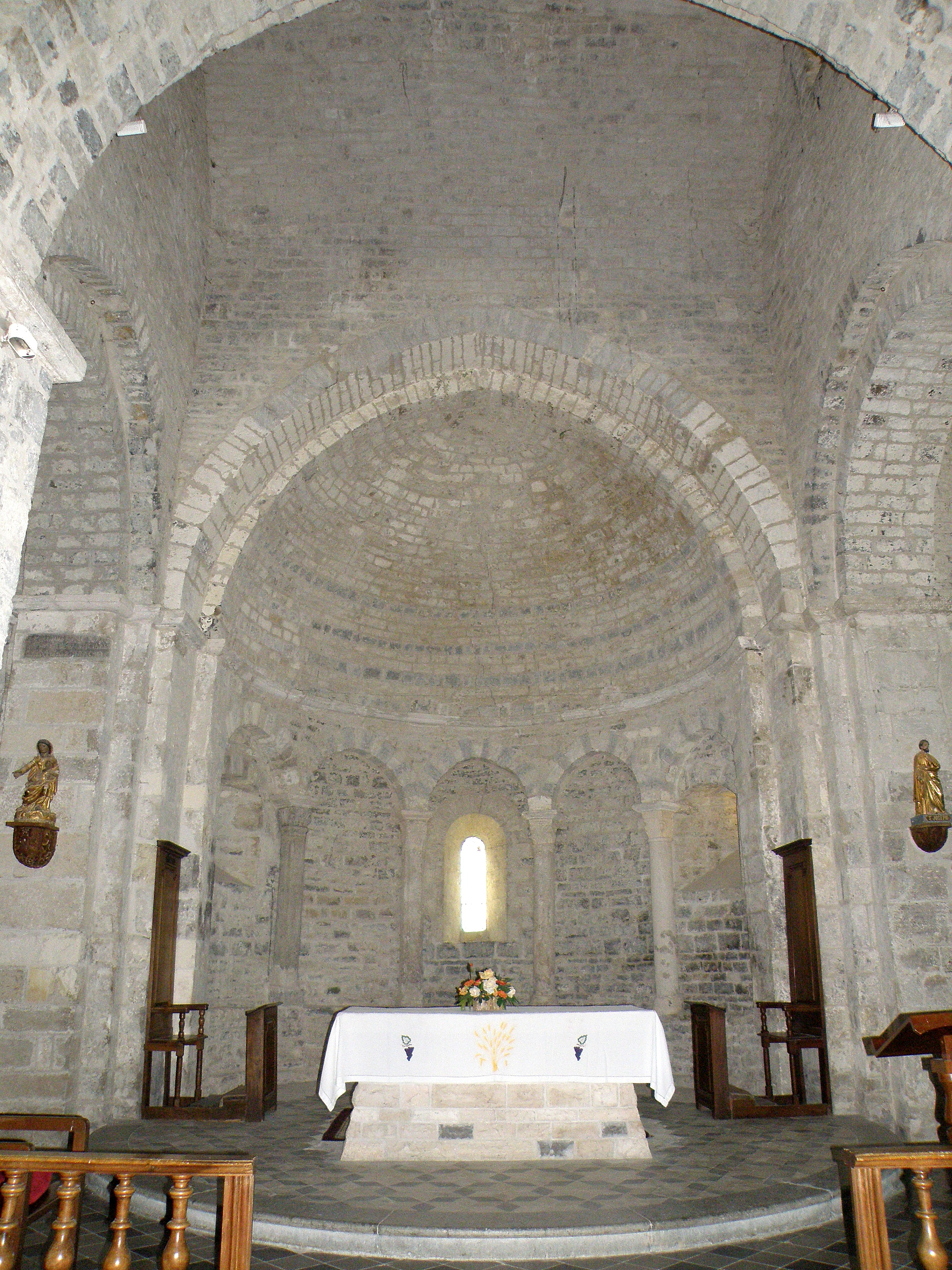
Apsis
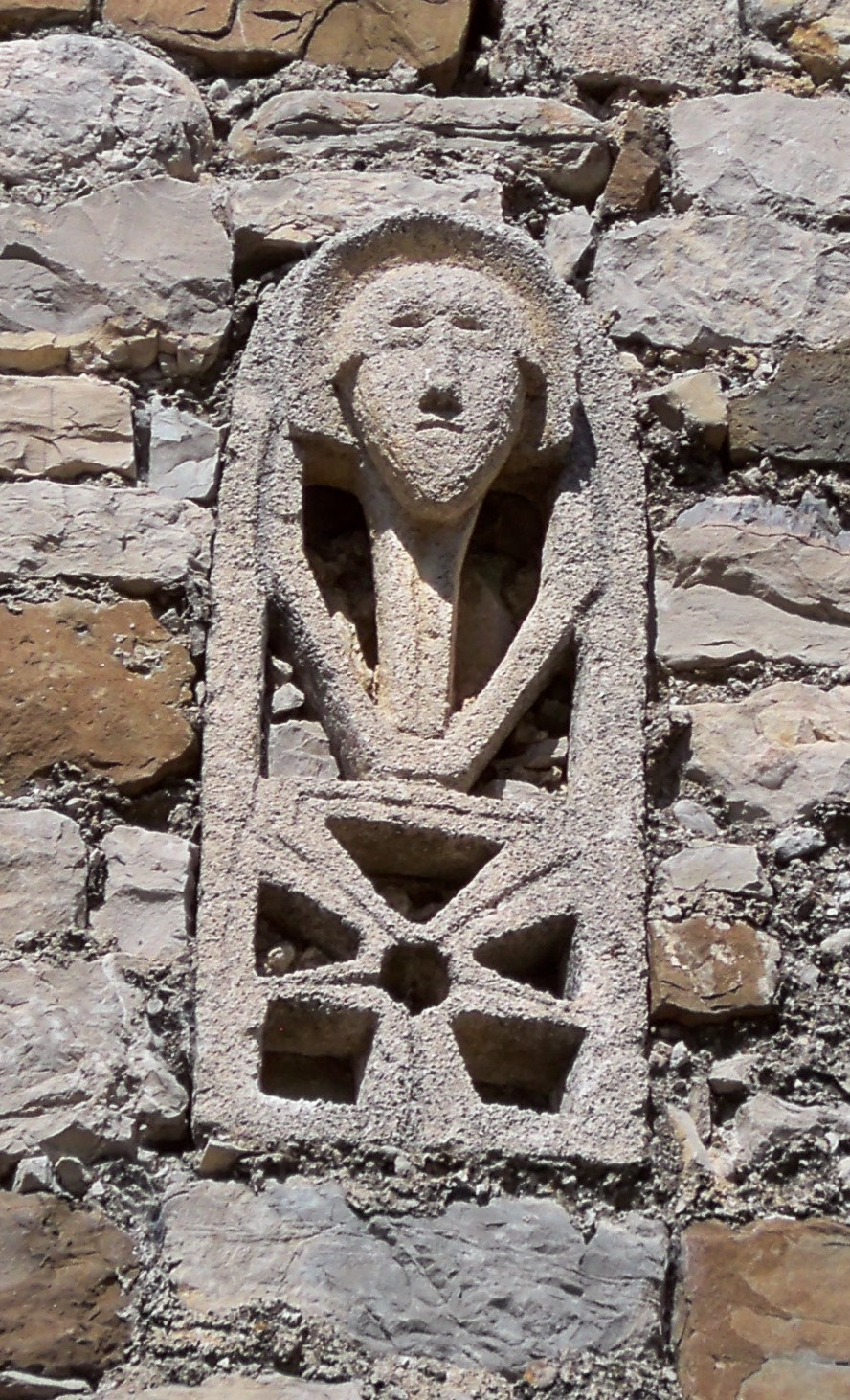
Durchbrochene Steinplatte mit Kopf

- Die Burg (château) des Ortes stammt wohl aus dem 13./14. Jahrhundert. Sie besteht im Wesentlichen aus einem Burgtor mit Wehrerker, einem Burghof und einem aus zwei dreigeschossigen Bauteilen bestehenden Wohntrakt (corps de logis).
- Sehenswert ist auch die Kapelle der barmherzigen Muttergottes (Chapelle Notre-Dame-de-Pitié).

außerhalb
- Die ehemalige Chapelle Sainte-Anastase befindet sich etwa 2 km südlich des Ortes auf einem Privatgrundstück. Das spätromanische Bauwerk wurde im Jahr 1984 als Monument historique anerkannt.[2]

## Wirtschaft
Die Einwohner des als „Kornspeicher der Baronnies“ bezeichneten Ortes lebten jahrhundertelang als Selbstversorger von der Landwirtschaft (Feldbau und Viehzucht). Auch Wein wurde angebaut; der Ort besitzt auch heute noch das Recht zur Vermarktung seiner Weintrauben über die Appellationen Comtés Rhodaniens, Coteaux des Baronnies, Mediterranée und Drôme; es gibt noch zahlreiche Weinfelder in der Umgebung des Ortes und auch drei Winzer sind noch im Ort ansässig. Der Anbau von Oliven, Aprikosen, Kirschen und Äpfeln ist ebenfalls von Bedeutung. Seit den letzten Jahrzehnten des 20. Jahrhunderts spielt der Tourismus in Form der Vermietung von Ferienwohnungen (gîtes) eine wichtige Rolle im Wirtschaftsleben des Ortes.